# Асирска уметност
Асирска уметност (скулптура, архитектура, сликарство и керамика) је данас позната захваљујући ископавањима и каснијим проучавањима у Ниниви (данашњи град Мосул), и другим градовима који су били део цивилизације асирског народа. Археолози који су радили у Месопотамији проучавали су археолошке остатке асирске цивилизације пре него вавилонске, јер је било лакше доћи до њих — асирски археолошки остаци су били темељи од камена, прилично добро очувани, док су остаци вавилонске цивилизације били прилично уништени. Темељним проучавањима палата, храмова и остатака асирских градова, археолози су стекли искуство које им је касније омогућило да лакше приступе проучавању других месопотамских градова који су били скоро потпуно уништени. 
Уметничко стварање у Месопотамији се дели на два периода:
- Халдеја (регион на југу Месопотамије, у историји позната као Вавилон)
- Асирија (регион на северу Месопотамије)

Прави уметници месопотамске уметности су били стари Сумери, народ који је насељавао месопотамске земље око 4000. п. н. е. Сумерски стил је су касније асимиловали Акади, семитски народ који је такође насељавао ову територију између 3000. и 1500. п. н. е. Између 11. и 7. века п. н. е. сумерски стил је доживео процват са асирском и неовавилонском цивилизацијом.
Асирска цивилизација је почивала на остварењима Сумера, али су их тумачили на посебан начин. Палате асирских владара достигле су велику величину и сјај. Зграде су од опеке - сумерско наслеђе, а капије и нижи делови унутрашњих зидова важних просторија облагали су великим каменим плочама. Камене плоче су асирски додатак, јер на северу Месопотамије, одакле су дошли Асирци може да се нађе камен. Оне су украшене ниским рељефима или пак представљају демоне чуваре у комбинацији рељефа и слободне пластике са задатком да на појединца оставе утисак моћи и величанства краља. У палатама су се налазили рељефи који су описивали краљеве војничке подвиге са натписима и другим подацима. Рељефи садрже мноштво података о биткама, догађајима и учесницима. У тим призорма нема ни драме ни хероизма - исход се не доводи у питање. То су најстарији наративни рељефи – сликарско приповедање. Описати догађај у специфичном времену и простору било је изван домашаја и египатске и сумерске уметности. Асирци су морали да створе читав низ нових решења да би се изборили са проблемом сликарског приповедања. Рељеф је плитак, али захваљујући утанчаној градацији површине, велике је масе и запремине. Животиње су велике физичке снаге. Рељеф је пун драматске снаге. 
Због мноштва приказаних догађаја на рељефина, није остајало довољно места за глорификацију суверена. Тој сврси су служили посебни решефи на којима је владар приказиван у лову на лавове. То је био више церемонијални лов у знак сећања на рани период када су владари морали да заиста штите своје племе од лавова. Војници би штитовима образовали квадрат у који би била пуштана животиња коју је краљ убијао. 

## Дела
- Капија на тврђави Саргона II у Хорсабаду – крилати бик са људском главом, 721. – 705. п. н. е.
- Асурнасирпал II у лову на лавове, рељеф, 850. п. н. е.
- Пљачкање града Хамануа од стране Асурбанипала, из Ниниве, око 650. године п. н. е.
- Смртно рањена лавица, рељеф, 650. п. н. е.